# Mitterpacher Dániel Antal
Mitterpacher Dániel Antal, mitternburgi (Pécsvárad, 1745. június 4. – Pest, 1823. február 19.) római katolikus pap, cikádori apát, skutari választott püspök, császári és királyi valóságos tanácsos.

## Élete
Pécsett és Nagyszombatban tanult. 1762. június 1-jétől a római Collegium Germanicum et Hungaricum növendéke lett, 1767. április 27-én szentelték pappá. 1769 és 1771 között  Szakadáton, 1771 és 1773 között Magyarszéken volt plébános. 1773-tól pécsi kanokok lett. A  pécsi egyházkerületi elemi iskolák felügyeletét is ellátta. Majd 1780-tól cikádori apát lett. 1785-től II. József egyházügyi reformjai keretében, a Helytartótanács hivatali átszervezésekor a klérust képviselő egyetlen tagként a már Mária Terézia idejében kitűnt, „előítéletektől mentes” Mitterpacher Dánielt nevezte ki. Munkáját az újonnan átszervezett és a bécsi mintájára működő egyházi bizottságban (Commissio ecclesiastica) is végezte, majd a Hétszemélyes Tábla tagja lett. A császári és királyi valóságos tanácsosi címet viselte. 1790-től skutari választott püspöke volt.
Tagja volt a budai „Első ártatlanság” szabadkőműves páholynak Haller József, Splényi Ferenc, Skerlecz Miklós, Klobusiczky József és Ráday Gedeon társaságában.
Feltételezhetően Mitterpacher József és Mitterpacher Lajos öccse volt.